# Vrátno
Vrátno (en allemand : Wratno) est une commune du district de Mladá Boleslav, dans la région de Bohême-Centrale, en République tchèque. Sa population s'élevait à 165 habitants en 2020.

## Géographie
Vrátno se trouve à 11 km au sud-ouest de Bělá pod Bezdězem, à 15 km à l'ouest-nord-ouest de Mladá Boleslav et à 43 km au nord-est de Prague.
La commune est limitée par Lobeč au nord-ouest, par Katusice au nord-est et à l'est, par Kluky à l'est, par Boreč au sud, et par Stránka et Mšeno à l'ouest.

## Histoire
La première mention écrite de la localité date de 1348.

## Patrimoine

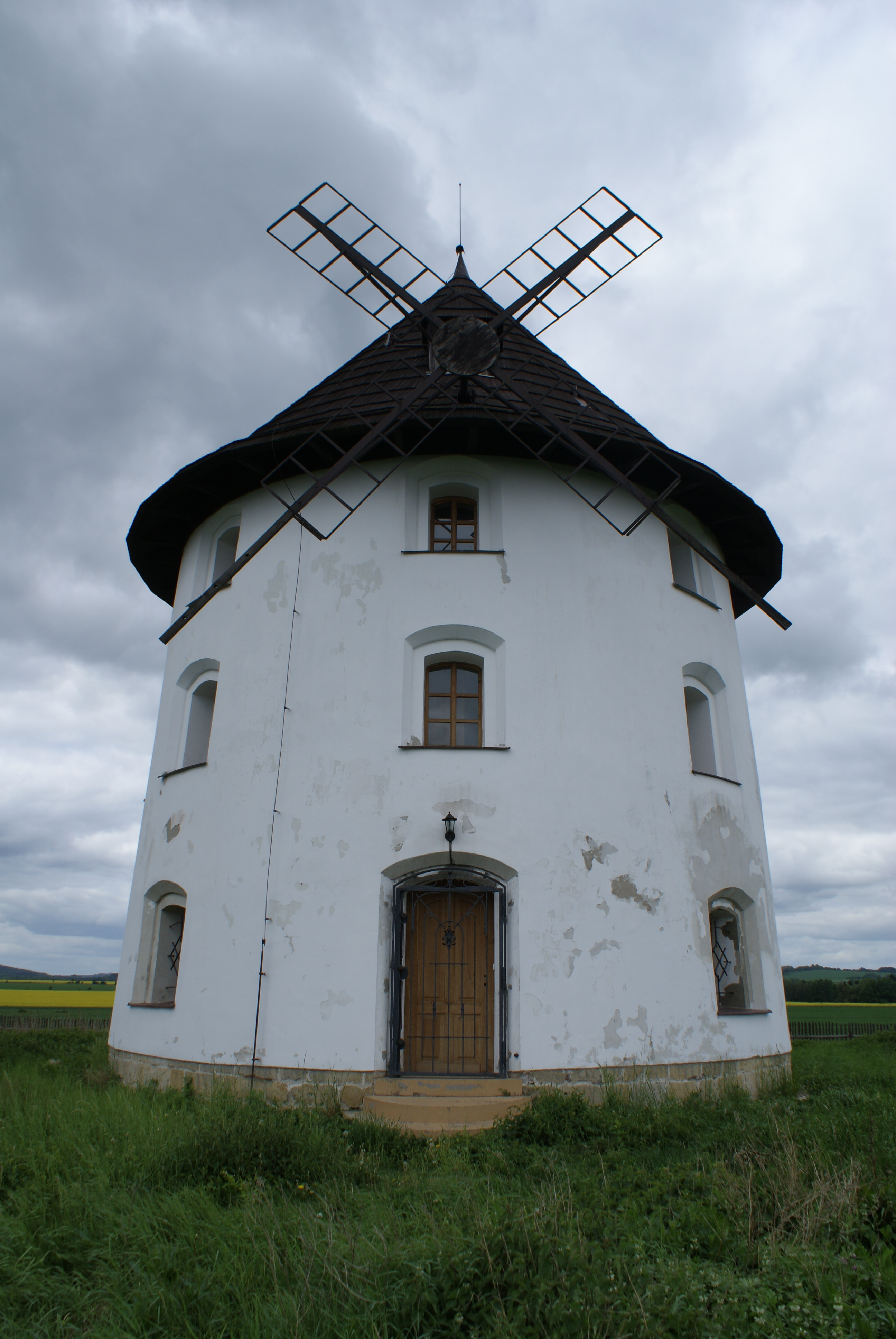
Moulin à vent à Vrátno.

## Transports
Par la route, Vrátno se trouve à 19 km de Bělá pod Bezdězem, à 21,5 km de Mladá Boleslav et à 59 km du centre de Prague.